# Seat (estrella)
Seat (π Aquarii / π Aqr / 52 Aquarii) es una estrella en la constelación de Acuario de magnitud aparente +4,79. Junto a Sadachbia (γ Aquarii), ζ Aquarii y η Aquarii forma un asterismo con forma de «Y» conocido como la «Urna». Seat es un nombre que data del siglo XVII y alude al significado de Sadachbia como «estrella afortunada de cosas escondidas».
Distante unos 1100 años luz del sistema solar, Seat es una estrella azul de la secuencia principal de tipo espectral B1Ve. Con una elevada temperatura de 26.500 K, es una estrella Be con un disco ecuatorial caliente, consecuencia de su alta velocidad de rotación. La inclinación del disco se estima en unos 60°, por lo que su velocidad de rotación puede ser de 300 km/s, con un período de rotación de aproximadamente 1 día. Incluyendo la gran cantidad de radiación ultravioleta emitida, tiene una luminosidad entre 15.000 y 17.500 veces la del Sol, siendo su radio unas 6 veces más grande que el radio solar. Con una masa estimada entre 12 y 13 masas solares, Seat es una clara candidata para, en un futuro, explotar como supernova. El ritmo de pérdida de masa estelar es uno de los mayores observados en estrellas Be (100.000 veces superior al del Sol), lo que hace que, junto a la presencia del disco inestable, Seat presente pequeñas oscilaciones en su brillo de 0,3 magnitudes.
Variaciones en el espectro de Seat indican la presencia de una estrella acompañante con un período orbital de 84,1 días. La masa de esta última se estima entre 2 y 3 masas solares, por lo que la separación media entre ambas puede ser de 0,9 UA.